# Santa Fe (canción de Angela Aki)
«Santa Fe» es la segunda canción del sencillo Kiss Me Good-Bye de la cantante Angela Aki. Está completamente en inglés. No ha vuelto a aparecer hasta el momento en ningún otro trabajo discográfico de Angela. 

## Información
Artista
Angela Aki
Canción
Santa Fe 
Letra y música
Angela Aki
Otra información
Batería: Muraishi Masayuki 
Bajo: Okiyama Yuuji 
Piano: Angela Aki
- Datos: Q6120434